# Djambala (ville)
Pour les articles homonymes, voir Djambala.
Djambala est une localité du Sud de la République du Congo, chef-lieu du département des Plateaux et du district homonyme. Située à proximité de la réserve de la Léfini, Djambala comptait 24 734 habitants en 2023, date du dernier recensement officiel du pays,.

## Histoire
La cité est fondée par un explorateur, nommé Gondrand, en 1913. L'origine de son nom est disputée. En 2014, elle fête son centenaire.

## Administration
La ville est le siège du district éponyme de Djambala et le chef-lieu du département des Plateaux. Elle a été municipalisée en 2013.

### Jumelage
En 2012, la ville est jumelée avec Metz.

## Économie
Elle possède un aéroport.

## Sport
La ville possède un stade.

## Personnalités liées
- Luc-Joseph Okio (1949-), diplomate et homme politique, né à Djambala